# Élisabeth d'Anhalt
Pour les autres membres de la famille, voir Maison d'Anhalt.
La princesse Élisabeth d'Anhalt (7 septembre 1857, Wörlitz - 20 juillet 1933, Neustrelitz), est une princesse allemande, grande-duchesse de Mecklenburg-Strelitz de 1904 à 1914 à la suite de son mariage avec le grand-duc Adolphe-Frédéric V de Mecklembourg-Strelitz.

## Biographie
Fille du duc Frédéric Ier d'Anhalt et de la princesse Antoinette de Saxe-Altenbourg, elle épouse Adolphe-Frédéric V de Mecklembourg-Strelitz le 17 avril 1877. Quatre enfants sont nés de cette union :
- Marie (8 mai 1878 – 14 octobre 1948), épouse en 1899 le comte romain Georges Jametel (divorcés en 1908), puis en 1914 le prince Jules de Lippe ;
- Jutta (24 janvier 1880 – 17 février 1946), épouse en 1899 le prince héritier Danilo II du Monténégro ;
- Adolphe-Frédéric VI (17 juin 1882 – se suicide le 23 février 1918), grand-duc de Mecklembourg-Strelitz ;
- Charles-Borwin (10 octobre 1888 – meurt en duel à Metz le 24 août 1908).

## Distinctions
- 22 septembre 1892 : dame grand-croix de l'ordre de Sainte-Catherine
- Dame de l'ordre de Louise
- Dame de l'ordre de Thérèse